# Чемпіонат України з ралі 2000
Чемпіонат України з ралі 2000 – VII чемпіонат з автомобільного ралі за часів незалежної України. Вдруге поспіль складався з семи етапів, які проходили в Херсоні (два), Києві, Одесі, Кам’янці-Подільському, Дніпродзержинську (нині Кам’янське) та Львові. В чемпіонаті взяли участь 40 перших та 47 других пілотів, які були представниками 12 команд.

## Заліки та нарахування очок

### Особистий залік
Чемпіонат України з ралі 2000 року розігрувався в абсолютному заліку та в чотирьох залікових класах: A,N7, A,N8, A,N9 та N12. До заліку йшли п’ять кращих результати, показані кожним пілотом протягом чемпіонату. Вперше за всю історію чемпіонату було змінено систему нарахування очок в особистому заліку: тепер очки нараховувались окремо першим та другим пілотам (штурманам) за перші шість позицій на кожному етапі згідно наступної таблиці:
| Місце в заліку | 1  | 2 | 3 | 4 | 5 | 6 |
| Кількість очок | 10 | 6 | 4 | 3 | 2 | 1 |

Мінімальна кількість учасників в окремому заліку на кожному змаганні дорівнювала 5. У випадку, якщо заявки на участь у змаганні подавало менше учасників, їх автоматично переводили у вищий клас, а змагання в молодшому класі вважалось таким, що не відбулось. Найгіршою була ситуація в класі A,N 7, де необхідна мінімальна кількість учасників набралась лише на трьох етапах, внаслідок чого чемпіонат в цьому класі було визнано таким, що не відбувся. В усіх інших заліках переможці чемпіонату отримали офіційні титули чемпіонів України з ралі.

### Командний залік
Починаючи з 2000 року і далі окремий залік територіальних клубів в чемпіонаті України з ралі було назавжди скасовано, після чого залишився тільки один спільний командний залік. Командні очки на кожному етапі складались з очок, набраних двома або менше кращими представниками команди у відповідних класах, та половини очок, набраних ними ж в абсолютному заліку. В підсумкову турнірну таблицю командного заліку йшли очки, набрані командами на всіх етапах чемпіонату.

### Коефіцієнти
В 2000 році організатори чемпіонату продовжили застосування системи коефіцієнтів з однією зміною: порівняно з попереднім сезоном було скасовано найвищий коефіцієнт 4. Таким чином, ралі Столиця, Куяльник та Стара Фортеця отримали підвищуючий коефіцієнт 2, а ралі Дніпро, Чумацький Шлях та Карпати – коефіцієнт 3. Відповідно, очки, набрані пілотами та командами на цих етапах, множились на вказаний коефіцієнт.

## Календар змагань та переможці етапів
Порівняно з попереднім чемпіонатом в календарі відбулась лише одна зміна: на місце Ралі Росава, яке після 1999 року більше не проводилось, повернулось херсонське Ралі Скіф.
| Дата        | Змагання            | Залік     | Переможці                | Переможці           | Переможці                 |
| Дата        | Змагання            | Залік     | Пілот                    | Штурман             | Автомобіль                |
| ----------- | ------------------- | --------- | ------------------------ | ------------------- | ------------------------- |
| 22-23.04    | Ралі Столиця        | Абсолют   | Олександр Салюк-старший  | Сергій Томчані      | Ford Escort RS Cosworth   |
| 22-23.04    | Ралі Столиця        | Клас A,N7 | Руслан Кучер             | Дмитро Коркішко     | ВАЗ-2108                  |
| 22-23.04    | Ралі Столиця        | Клас A,N8 | Олександр Салюк-молодший | Андрій Патраков     | ВАЗ-2108                  |
| 22-23.04    | Ралі Столиця        | Клас A,N9 | Михайло Аверін           | Роман Щіпков        | Daewoo Nubira             |
| 17-18.06    | Ралі Скіф           | Абсолют   | Павло Шарашидзе          | Віталій Аксьонов    | ВАЗ-2108                  |
| 17-18.06    | Ралі Скіф           | Клас A,N8 | Руслан Кучер             | Дмитро Коркішко     | ВАЗ-2108                  |
| 17-18.06    | Ралі Скіф           | Клас A,N9 | Павло Шарашидзе          | Віталій Аксьонов    | ВАЗ-2108                  |
| 17-18.06    | Ралі Скіф           | Клас N12  | Денис Венгер             | Роман Жельніо       | Lancia Delta HF Integrale |
| 19-20.08    | Ралі Куяльник       | Абсолют   | Олександр Салюк-старший  | Леонід Косянчук     | Ford Escort RS Cosworth   |
| 19-20.08    | Ралі Куяльник       | Клас A,N7 | Едуард Пушко             | Євген Понєдєльник   | ВАЗ-2108                  |
| 19-20.08    | Ралі Куяльник       | Клас A,N8 | Руслан Железко           | Валерій Розиграєв   | ВАЗ-2108                  |
| 19-20.08    | Ралі Куяльник       | Клас A,N9 | Володимир Петренко       | Ігор Полутов        | Renault Clio Williams     |
| 19-20.08    | Ралі Куяльник       | Клас N12  | Олександр Салюк-старший  | Леонід Косянчук     | Ford Escort RS Cosworth   |
| 16-17.09    | Ралі Стара Фортеця  | Абсолют   | Василь Ростоцький        | Юрій Ростоцький     | Ford Escort WRC           |
| 16-17.09    | Ралі Стара Фортеця  | Клас A,N8 | Олександр Салюк-молодший | Андрій Патраков     | ВАЗ-2108                  |
| 16-17.09    | Ралі Стара Фортеця  | Клас A,N9 | Володимир Петренко       | Ігор Полутов        | Renault Clio Williams     |
| 16-17.09    | Ралі Стара Фортеця  | Клас N12  | Василь Ростоцький        | Юрій Ростоцький     | Ford Escort WRC           |
| 30.09-01.10 | Ралі Дніпро         | Абсолют   | Василь Ростоцький        | Юрій Ростоцький     | Ford Escort WRC           |
| 30.09-01.10 | Ралі Дніпро         | Клас A,N7 | Руслан Кучер             | Дмитро Коркішко     | ВАЗ-2108                  |
| 30.09-01.10 | Ралі Дніпро         | Клас A,N8 | Олександр Салюк-молодший | Андрій Патраков     | ВАЗ-2108                  |
| 30.09-01.10 | Ралі Дніпро         | Клас A,N9 | Михайло Аверін           | Роман Щіпков        | Daewoo Nubira             |
| 30.09-01.10 | Ралі Дніпро         | Клас N12  | Василь Ростоцький        | Юрій Ростоцький     | Ford Escort WRC           |
| 14-15.10    | Ралі Чумацький Шлях | Абсолют   | Василь Ростоцький        | Юрій Ростоцький     | Ford Escort WRC           |
| 14-15.10    | Ралі Чумацький Шлях | Клас A,N8 | Олександр Салюк-молодший | Андрій Патраков     | ВАЗ-2108                  |
| 14-15.10    | Ралі Чумацький Шлях | Клас A,N9 | Олександр Андріященко    | Анатолій Майстренко | ВАЗ-2108                  |
| 14-15.10    | Ралі Чумацький Шлях | Клас N12  | Василь Ростоцький        | Юрій Ростоцький     | Ford Escort WRC           |
| 27-29.10    | Ралі Карпати        | Абсолют   | Василь Ростоцький        | Юрій Ростоцький     | Ford Escort WRC           |
| 27-29.10    | Ралі Карпати        | Клас A,N9 | Михайло Аверін           | Роман Щіпков        | Daewoo Nubira             |

## Призери чемпіонату

### Абсолютний залік
| Місце | Пілот                   | Місто            | Набрані очки на етапах | Набрані очки на етапах | Набрані очки на етапах | Набрані очки на етапах | Набрані очки на етапах | Набрані очки на етапах | Набрані очки на етапах | Сума | Результат |
| Місце | Пілот                   | Місто            | 1                      | 2                      | 3                      | 4                      | 5                      | 6                      | 7                      | Сума | Результат |
| ----- | ----------------------- | ---------------- | ---------------------- | ---------------------- | ---------------------- | ---------------------- | ---------------------- | ---------------------- | ---------------------- | ---- | --------- |
| 1     | Василь Ростоцький       | Львів            | 8                      | –                      | 0                      | 20                     | 30                     | 30                     | 30                     | 118  | 118       |
| 2     | Олександр Салюк-старший | Київ             | 20                     | 0                      | 20                     | 12                     | 18                     | 0                      | –                      | 70   | 70        |
| 3     | Валерій Разумовський    | Дніпродзержинськ | 0                      | 0                      | 12                     | 8                      | 0                      | 18                     | 18                     | 56   | 56        |

### Клас A,N7
Автомобілі груп A, N з робочим обсягом двигуна до 1300 см. куб.*
| Місце | Пілот         | Місто            | Набрані очки на етапах | Набрані очки на етапах | Набрані очки на етапах | Набрані очки на етапах | Набрані очки на етапах | Набрані очки на етапах | Набрані очки на етапах | Сума | Результат |
| Місце | Пілот         | Місто            | 1                      | 2                      | 3                      | 4                      | 5                      | 6                      | 7                      | Сума | Результат |
| ----- | ------------- | ---------------- | ---------------------- | ---------------------- | ---------------------- | ---------------------- | ---------------------- | ---------------------- | ---------------------- | ---- | --------- |
| 1     | Руслан Кучер  | Київ             | 20                     | –                      | 0                      | –                      | 30                     | –                      | –                      | 50   | 50        |
| 2     | Едуард Пушко  | Дніпродзержинськ | 12                     | –                      | 20                     | –                      | 0                      | –                      | –                      | 32   | 32        |
| 3     | Євген Рогочий | Дніпропетровськ  | 8                      | –                      | 12                     | –                      | 0                      | –                      | –                      | 50   | 50        |

* – через недостатню кількість етапів (три) залік було визнано такими, що не відбувся.

### Клас A,N8
Автомобілі груп A, N з робочим обсягом двигуна до 1600 см. куб.
| Місце | Пілот                    | Місто       | Набрані очки на етапах | Набрані очки на етапах | Набрані очки на етапах | Набрані очки на етапах | Набрані очки на етапах | Набрані очки на етапах | Набрані очки на етапах | Сума | Результат |
| Місце | Пілот                    | Місто       | 1                      | 2                      | 3                      | 4                      | 5                      | 6                      | 7                      | Сума | Результат |
| ----- | ------------------------ | ----------- | ---------------------- | ---------------------- | ---------------------- | ---------------------- | ---------------------- | ---------------------- | ---------------------- | ---- | --------- |
| 1     | Олександр Салюк-молодший | Київ        | 20                     | 0                      | 0                      | 20                     | 30                     | 30                     | –                      | 100  | 100       |
| 2     | Руслан Железко           | Кривий Ріг  | 0                      | 4                      | 20                     | 12                     | 0                      | –                      | –                      | 36   | 36        |
| 3     | Олександр Бойченко       | Біла Церква | 0                      | 0                      | 0                      | 6                      | 18                     | 6                      | –                      | 30   | 30        |

### Клас A,N9
Автомобілі груп A, N з робочим обсягом двигуна до 2000 см. куб.
| Місце | Пілот                 | Місто     | Набрані очки на етапах | Набрані очки на етапах | Набрані очки на етапах | Набрані очки на етапах | Набрані очки на етапах | Набрані очки на етапах | Набрані очки на етапах | Сума | Результат |
| Місце | Пілот                 | Місто     | 1                      | 2                      | 3                      | 4                      | 5                      | 6                      | 7                      | Сума | Результат |
| ----- | --------------------- | --------- | ---------------------- | ---------------------- | ---------------------- | ---------------------- | ---------------------- | ---------------------- | ---------------------- | ---- | --------- |
| 1     | Михайло Аверін        | Запоріжжя | 20                     | 0                      | 6                      | 0                      | 30                     | 18                     | 30                     | 104  | 104       |
| 2     | Олександр Андріященко | Одеса     | 12                     | 6                      | 8                      | 12                     | 12                     | 30                     | 18                     | 98   | 84        |
| 3     | Павло Шарашидзе       | Херсон    | 8                      | 10                     | 0                      | 8                      | 18                     | 0                      | 0                      | 44   | 44        |

### Клас N12
Автомобілі групи N з робочим обсягом двигуна до 3500 см. куб.
| Місце | Пілот                   | Місто            | Набрані очки на етапах | Набрані очки на етапах | Набрані очки на етапах | Набрані очки на етапах | Набрані очки на етапах | Набрані очки на етапах | Набрані очки на етапах | Сума | Результат |
| Місце | Пілот                   | Місто            | 1                      | 2                      | 3                      | 4                      | 5                      | 6                      | 7                      | Сума | Результат |
| ----- | ----------------------- | ---------------- | ---------------------- | ---------------------- | ---------------------- | ---------------------- | ---------------------- | ---------------------- | ---------------------- | ---- | --------- |
| 1     | Василь Ростоцький       | Львів            | –                      | –                      | 0                      | 20                     | 30                     | 30                     | –                      | 80   | 80        |
| 2     | Олександр Салюк-старший | Київ             | –                      | 0                      | 20                     | 12                     | 18                     | 0                      | –                      | 50   | 50        |
| 3     | Валерій Разумовський    | Дніпродзержинськ | –                      | 0                      | 12                     | 8                      | 0                      | 18                     | –                      | 38   | 38        |

### Команди
| Місце | Пілот             | Місто            | Набрані очки на етапах | Набрані очки на етапах | Набрані очки на етапах | Набрані очки на етапах | Набрані очки на етапах | Набрані очки на етапах | Набрані очки на етапах | Сума  | Результат |
| Місце | Пілот             | Місто            | 1                      | 2                      | 3                      | 4                      | 5                      | 6                      | 7                      | Сума  | Результат |
| ----- | ----------------- | ---------------- | ---------------------- | ---------------------- | ---------------------- | ---------------------- | ---------------------- | ---------------------- | ---------------------- | ----- | --------- |
| 1     | Авіакомпанія Хорс | Київ             | 33                     | 0                      | 30                     | 41                     | 61,5                   | 33                     | –                      | 198,5 | 198,5     |
| 2     | СІМ-ТІМ           | Одеса            | 20                     | 23                     | 8                      | 21                     | 31,5                   | 34,5                   | 22,5                   | 160,5 | 160,5     |
| 3     | МСК               | Дніпродзержинськ | 20                     | 0                      | 43                     | 34                     | 0                      | 36                     | 9                      | 142   | 142       |

## Іноземні учасники
- В Ралі Дніпро взяв участь литовський екіпаж Генадіюса Сегаліса та Арунаса Сідабраса на автомобілі Volkswagen Golf. Оскльки литовці виступали за гоночними ліцензіями власної автомобільної федерації, вони не вважались учасниками чемпіонату України і не отримували в ньому залікових очок.

## Статистика

### Кількість учасників
| Залік     | Перші пілоти | Другі пілоти |
| --------- | ------------ | ------------ |
| Абсолют   | 40           | 47           |
| Клас A,N7 | 9            | 12           |
| Клас A,N8 | 16           | 17           |
| Клас A,N9 | 15           | 18           |
| Клас N12  | 10           | 11           |

### Переможці спецділянок
| Пілот                   | Виграні СД |
| ----------------------- | ---------- |
| Олександр Салюк-старший | 40         |
| Василь Ростоцький       | 37         |
| Валерій Разумовський    | 4          |
| Олексій Железко         | 3          |
| Руслан Железко          | 3          |
| Павло Шарашидзе         | 2          |
| Руслан Кучер            | 1          |
| Андрій Александров      | 1          |

## Цікаві факти
- В чемпіонаті 2000 року вперше та востаннє в історії українського ралі відбувся етап, де всі три призові місця на фініші посіли екіпажі на автомобілях Ford Escort – це було Ралі Дніпро.

- Ралі Скіф 2000 року стало останнім змаганням в історії українських чемпіонатів з ралі, яке виграв екіпаж на монопривідному автомобілі – це були Павло Шарашидзе та Віталій Аксьонов на ВАЗ-2108[8].

- В 2000 році востаннє на подіум будь-якого змагання в абсолютному заліку зійшов пілот, що виступав на автомобілі Lancia Delta HF Integrale – це був Денис Венгер на Ралі Скіф. Водночас, Венгер та його штурман Роман Жельніо стали першим та єдиним в історії українським екіпажем, який здобув призове місце в абсолютному заліку в своїй дебютній гонці.

- В чемпіонаті 2000 року вперше в українській історії на призових місцях в абсолютному заліку окремих етапів фінішували пілоти на автомобілях Daewoo (Михайло Аверін, Ралі Карпати) та Subaru (Андрій Александров, Ралі Куяльник)[9].

- На фінальному етапі чемпіонату 2000 року було встановлено антирекорд за кількістю екіпажів-учасників – на старт Ралі Карпати їх вийшло всього 9[10]. Цей антирекорд було повторено в 2016 році на Ралі Зимові Вершини.